# Голод в Бенгалії 1769—1773
23°59′20″ пн. ш. 88°43′52″ сх. д. / 23.9888° пн. ш. 88.7311° сх. д.
Голод у британській Бенгалії 1769-1770 — голод, який став наслідком завоювання Бенгалії британською Ост-Індської компанією.

## Історія
У результаті битви при Плессі (23 липня 1757) індійське навабство Бенгалія перейшло під владу британської Ост-Індської компанії.
Компанії дісталися цінності з казни Бенгалії на суму в 5,26 мільйона фунтів стерлінгів. Роберт Клайв, командувач військами компанії, захопив цінностей більш ніж на 200 тис. фунтів стерлінгів. Компанія присвоїла і весь фіскальний апарат Бенгалії. Податок був збільшений приблизно вдвічі. Збір податку віддавався на короткостроковий відкуп службовцям компанії та їхнім місцевим агентам (баньянам) або місцевим лихварям. Як свідчив сучасник: «Вони (відкупники) відбирали все до останнього фартинга у нещасних селян; останні, не бажаючи покидати свої старі оселі, підкорялися вимогам, які не могли виконати». При зборі податків застосовувалися тортури, жертвами яких ставали навіть діти.
Місцевим купцям було заборонено займатися зовнішньою торгівлею. Англійці ввели внутрішні митниці, монополізували найважливіші галузі внутрішнобенгальскої торгівлі. Сотні тисяч бенгальських ремісників були примусово прикріплені до факторій компаній, куди зобов'язані були здавати свою продукцію за мінімальними цінами, часто їм взагалі нічого не платили. 
Пограбування населення призвело до надприбудків компанії й голоду, який в 1769-1770 роках став причиною смерті від 7 до 10 мільйонів бенгальців, що становило третину тодішнього населення Бенгалії.